# Delonoma
Delonoma is een geslacht van vlinders van de familie sikkelmotten (Oecophoridae), uit de onderfamilie Oecophorinae.

## Soorten
- D. iothrinca Meyrick, 1914
- D. pyrrhoplecta Meyrick, 1918